# Bradysia hilariformis
Bradysia hilariformis är en tvåvingeart som beskrevs av Risto Kalevi Tuomikoski 1960. Bradysia hilariformis ingår i släktet Bradysia, och familjen sorgmyggor. Arten är reproducerande i Sverige.